# خط مسنن (تشريح)
الخط المسنن (الخط المشطي) هو خط يقسم قناة الشرج إلى ثلثين علويين وثلث سفلي. يمثّل هذا الخط تقاطع المعي المؤخر والمشرج.
هذا الخط من المعالم التشريحية الهامة، إذ يمكن تحديد العديد من الفروق استناداً إلى موقع البنى النسيجية نسبة إلى هذا الخط.
| الفرق           | فوق الخط المسنن                                                                           | أسفل الخط المسنن |
| --------------- | ----------------------------------------------------------------------------------------- | --- |
| تصريف اللمف     | الغدد الليمفاوية الحرقفي الداخلي                                                          | الغدد الليمفاوية الأربية السطحية (تحت خط هيلتون الأبيض)                                                                                 |
| نسيج طلائي      | ظهارة عمودية (كما هو معظم الجهاز الهضمي - خط يمثل نهاية الجزء من الجسم، مشتق من معي خلفي) | الظهارة الحرشفية الطبقية، غير المتقرنة (حتى خط هيلتون الأبيض،حيث تصبح قناة الشرج متواصلة مع الجلد حول الشرج ويحوي الظهارة الكيراتينية.) |
| أصل جنيني       | أديم باطن                                                                                 | أديم ظاهر |
| شريان           | شريان مستقيمي علوي                                                                        | شريان مستقيمي أوسط وشريان مستقيمي سفلي                                                                                                  |
| وريد            | وريد مستقيمي علوي الذي يصب في وريد مساريقي سفلي وبعد ذلك لجهاز البوابي الكبدي             | وريد مستقيمي أوسط ووريد مستقيمي سفلي |
| تصنيفات الباسور | باسور داخلي (غير مؤلم)                                                                    | باسور خارجي (مؤلم) |
| أعصاب           | الضفيرة الخثلية السفلية                                                                   | أعصاب المستقيم السفلى |

## صور إضافية

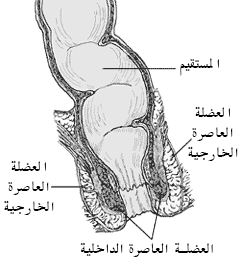
تشريح فتحة الشرج والمستقيم
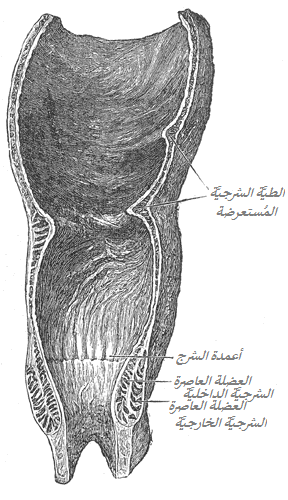
مقطع إكلينيكي من المستقيم والقناة الشرجية.

## وصلات خارجية
- درسٌ تشريحي حول pelvis مُعدٌ بواسطة ويسلي نورمان (جامعة جورجتاون). (rectum)